# Aucilla (Florida)
Aucilla es un lugar designado por el censo ubicado en el condado de Jefferson en el estado estadounidense de Florida. En el Censo de 2010 tenía una población de 100 habitantes y una densidad poblacional de 19,27 personas por km².

## Geografía
Aucilla se encuentra ubicado en las coordenadas 30°28′37″N 83°45′37″O / 30.47694, -83.76028. Según la Oficina del Censo de los Estados Unidos, Aucilla tiene una superficie total de 5.19 km², de la cual 5.19 km² corresponden a tierra firme y (0%) 0 km² es agua.

## Demografía
Según el censo de 2010, había 100 personas residiendo en Aucilla. La densidad de población era de 19,27 hab./km². De los 100 habitantes, Aucilla estaba compuesto por el 58% blancos, el 38% eran afroamericanos, el 1% eran amerindios, el 0% eran asiáticos, el 0% eran isleños del Pacífico, el 0% eran de otras razas y el 3% pertenecían a dos o más razas. Del total de la población el 0% eran hispanos o latinos de cualquier raza.